# Guglielmo Vegezzi
Guglielmo Vegezzi (* 1890 in Lugano; † 3. September 1955 in Bern) war ein Schweizer Offizier und Oberbefehlshaber der Grenzbrigade 9.

## Leben
Guglielmo Vegezzi verbrachte seine Jugend in Lugano, wo er die obligatorische Schule besuchte. 1913 wurde er im Militärdienst zum Leutnant der Infanterie befördert. 1921 war er als Hauptmann Kommandant der Gebirgsinfanteriekompanie IV/95 und später Adjutant des Bataillons 94. 1927 wurde er als Major Kommandant des Bataillons 95. 1933 leitete er als Oberstleutnant das Gebirgsinfanterieregiment 30. 1938 wurde er Oberst mit demselben Kommando, und von 1941 bis 1945 war er Kommandant der Grenzbrigade 9.

## Schriften
- Einleitung in Gaetano Beretta: I ticinesi nella campagna di Russia (1812). Istituto Editoriale Ticinese, Bellinzona 1937.
- Mobilitazione 1941–1945. La Svizzera in armi. Edizioni Patriottiche, Morat 1946.
- Riforma dell’esercito. Sguardo d’assieme. In: Rivista militare ticinese. 18. Jg., Nr. 2, März/April 1947, S. 33–38 (archiviert in E-Periodica der ETH Zürich).